# 2004年夏季残疾人奥林匹克运动会瑞士代表团
2004年夏季残疾人奥林匹克运动会瑞士代表团是瑞士派出的2004年夏季残疾人奥林匹克运动会代表团。获得2枚金牌、6枚银牌和8枚铜牌。